# Isaac Jacob Smidt
Isaac Jacob Smidt, ook wel Isaak Jakob Schmidt (Russisch: Яков Иванович Шмидт, Jakov Ivanovitsj Schmidt) (Amsterdam, 4 oktober 1779 - Sint-Petersburg, 27 augustus 1847) was een oriëntalist die gespecialiseerd was in de talen Mongools, Kalmuks, Tibetaans en Sanskriet.
Smidt werd op zijn zesde naar een Moravische gemeenschap gestuurd in Neuwied en vanwege de opmars van de troepen van Napoleon keerde hij terug in 1791. Zijn familie verloor alle welvaart in de economische crises die volgde op de bezetting van Napoleon in Nederland, wat voor de jonge Jacob een prikkel betekende om verschillende talen te leren. In 1798 accepteerde hij een aanbod om te emigreren naar een Russische vestiging van zijn kerk, in Sarepta aan de Wolga.

## Werk
Doordat Smidt veelvuldig contact had met de Kalmukken, leerde hij het Oiratisch schrift en het Mongools schrift. Hij verzamelde veel Kalmukse en Mongoolse manuscripten en legde de Kalmukse taal, religie en geschiedenis vast. Vanaf 1807 werkte Smidt voor zijn kerk in Saratov, tot 1812, het jaar dat hij trouwde met Helena Wigand. Hetzelfde jaar zond zijn kerk hem naar Moskou en Sint-Petersburg. Veel van zijn werk ging verloren tijdens de brand in Moskou van 1812.
Een groot deel van zijn carrière verbleef hij in Sint-Petersburg als lid van de Russische Academie van Wetenschappen. In deze jaren werkte Smidt aan de Bijbelvertalingen naar het Kalmuks en Mongools. Zijn werk werd bekend nadat hij een werk publiceerde over de geschiedenis van de Mongolen en Tibetanen in 1824. Hij publiceerde het eerste grammatica- en woordenboek van zowel het Mongools als het Tibetaans. Hij vertaalde de Mongools juridische kroniek Erdeniin Tobchi naar het Duits en enkele verzen van het Tibetaanse Epos van koning Gesar naar het Duits en Russisch. Zijn werk wordt als baanbrekend beschouwd voor de vestiging van de Mongoolse en Tibetaanse studies.